# Казнаташ
Казната́ш (рос. Казнаташ, башк. Ҡаҙнаташ) — присілок у складі Нурімановського району Башкортостану, Росія. Входить до складу Новосубаївської сільської ради.
Населення — 13 осіб (2010; 14 у 2002).
Національний склад:
- росіяни — 64 %
- татари — 29 %